# San Antonio Spurs 2015-2016
La stagione 2015-16 dei San Antonio Spurs fu la 49ª nella NBA per la franchigia, la 40ª a San Antonio.
I San Antonio Spurs vinsero la Southwest Division della Western Conference con un record di 67-15. Nei play-off vinsero il primo turno con i Memphis Grizzlies (4-0), perdendo poi la semifinale di Conference con gli Oklahoma City Thunder (4-2).

## Classifica
Southwest Division
|    | Classifica        | V  | P  | %    |
| -- | ----------------- | -- | -- | ---- |
| 1. | San Antonio Spurs | 67 | 15 | 81,7 |
| 2. | Dallas Mavericks  | 42 | 40 | 51,2 |
| 3. | Memphis Grizzlies | 42 | 40 | 51,2 |
| 4. | Houston Rockets   | 41 | 41 | 50,0 |
| 5. | N.O. Pelicans     | 30 | 52 | 36,6 |

## Roster
| N° | Naz.                   | Ruolo | Sportivo          | Anno | Alt. | Peso |
| -- | ---------------------- | ----- | ----------------- | ---- | ---- | ---- |
| 1  | Stati Uniti (bandiera) | A     | Kyle Anderson     | 1993 | 206  | 107  |
| 2  | Stati Uniti (bandiera) | A     | Kawhi Leonard     | 1991 | 201  | 102  |
| 3  | Stati Uniti (bandiera) | G     | Ray McCallum      | 1991 | 191  | 86   |
| 8  | Australia (bandiera)   | P     | Patty Mills       | 1988 | 183  | 79   |
| 9  | Francia (bandiera)     | G     | Tony Parker       | 1982 | 188  | 82   |
| 12 | Stati Uniti (bandiera) | A     | LaMarcus Aldridge | 1985 | 211  | 109  |
| 14 | Stati Uniti (bandiera) | GA    | Danny Green       | 1987 | 198  | 95   |
| 15 | Stati Uniti (bandiera) | A     | Matt Bonner       | 1980 | 208  | 109  |
| 17 | Stati Uniti (bandiera) | G     | Jonathon Simmons  | 1989 | 198  | 88   |
| 18 | Stati Uniti (bandiera) | GA    | Rasual Butler     | 1979 | 201  | 98   |
| 20 | Argentina (bandiera)   | G     | Emanuel Ginóbili  | 1977 | 198  | 93   |
| 21 | Stati Uniti (bandiera) | AC    | Tim Duncan        | 1976 | 211  | 112  |
| 23 | Stati Uniti (bandiera) | G     | Kevin Martin      | 1983 | 201  | 90   |
| 24 | Stati Uniti (bandiera) | G     | Andre Miller      | 1976 | 191  | 91   |
| 30 | Stati Uniti (bandiera) | A     | David West        | 1980 | 206  | 113  |
| 33 | Francia (bandiera)     | AC    | Boris Diaw        | 1982 | 203  | 104  |
| 40 | Serbia (bandiera)      | C     | Boban Marjanović  | 1988 | 221  | 132  |

### Staff tecnico
- Allenatore: Gregg Popovich
- Vice-allenatori: Ettore Messina, Ime Udoka, James Borrego Chip Engelland, Chad Forcier, Becky Hammon
- Preparatore atletico: Will Sevening